# Şebinkarahisar
Şebinkarahisar è una città turca nella provincia di Giresun della regione del Mar Nero. È il capoluogo dell'omonimo distretto.